# This Time Around
«This Time Around» es una canción del cantante estadounidense Michael Jackson con las voces del rapero The Notorious B.I.G. Está presente en el noveno álbum de estudio HIStory: Past, Present and Future, Book I, publicado en 1995 como un conjunto de dos discos. Michael compuso la canción y la letra, mientras que éste y Dallas Austin produjeron la música. Bruce Swedien y René Moore se desempeñaron como coproductores. La letra trata sobre los problemas de un músico con ser famoso y lidiar con la fama. En diciembre de 1995, fue lanzado como un sencillo promocional solo en los Estados Unidos, con una edición de radio y remezclas. Tuvo una recepción comercial moderada en los Estados Unidos: alcanzó las posiciones dieciocho, veintitrés y treinta y seis en las listas Dance/Club Play Songs, Hot R&B/Hip-Hop Songs y Rhythmic Top 40, respectivamente. Recibió críticas positivas de los críticos de la música.

## Antecedentes y composición
Michael Jackson compuso la canción y la letra, mientras que éste y Dallas Austin produjeron la música. Bruce Swedien y Rene Moore se desempeñaron como coproductores. Cuenta con las voces del rapero The Notorious B.I.G. Los músicos estadounidenses lo grabaron en 1994 y 1995 para el noveno álbum de estudio de Jackson, HIStory: Past, Present and Future, Book I, lanzado en 1995 como un conjunto de dos discos.
«This Time Around» se acredita como una canción R&B, hip hop y funk. Se establece en un compás de 4/4 y está compuesta en la tonalidad de re menor, con un tempo de 108 pulsaciones por minuto. Tiene una secuencia básica de re menor11 a re menor9 como su progresión armónica. La letra detalla sobre los problemas de Michael y de Biggie con ser famoso y lidiar con la fama, y a lo largo de la canción, Jackson afirma que él ha sido «acusado falsamente». El 26 de diciembre de 1995, Epic Records la publicó como un sencillo promocional solo en los Estados Unidos. La promo se formateó en tres versiones diferentes, que eran como un sencillo en CD independiente con sólo la canción, como 12" con remezclas y como un maxisencillo.

## Lanzamiento y recepción
«This Time Around» recibió críticas generalmente positivas de los críticos de la música en su reseña del álbum. James Hunter de Rolling Stone la describió como un «atasco de la dinamita... hecho con la figura de R&B de Atlanta, Dallas Austin, que está maduro para las remezclas». Jon Pareles de The New York Times creyó que Jackson «murmuró» en la letra, tales como «They thought they really had control of me» («Ellos pensaban que realmente tenían el control de mí»). A pesar de no haber aparecido en el Billboard Hot 100, tuvo un buen desempeño en las listas de música componentes en los Estados Unidos. Apareció en las listas de música basadas únicamente en airplay de radio en todo el país. Se posicionó en el top 40 del Rhythmic Top 40 en 1995, y alcanzó el puesto número treinta y seis. En el Dance/Club Play Songs y en el Hot R&B/Hip-Hop Songs, alcanzó el puesto número dieciocho y veintitrés, respectivamente.

## Lista de canciones y formatos
| Promo 2x12" publicado en Estados Unidos (ES 7603/ES 7604) |                                                    |          |  |
| N.º                                                       | Título                                             | Duración |  |
| 1.                                                        | «This Time Around» (D.M. Mad Club Mix)             | 10:23    |  |
| 2.                                                        | «This Time Around» (D.M. Radio Mix)                | 4:05     |  |
| 3.                                                        | «This Time Around» (Maurice's Club Around Mix)     | 9:00     |  |
| 4.                                                        | «This Time Around» (Georgie's House N Around Mix)  | 6:04     |  |
| 5.                                                        | «This Time Around» (The Timeland Dub)              | 7:22     |  |
| 6.                                                        | «This Time Around» (The Neverland Dub (Aftermath)) | 7:46     |  |
| 7.                                                        | «This Time Around» (The Don's Control This Dub)    | 4:30     |  |
| 8.                                                        | «This Time Around» (UBQ's Opera Vibe Dub)          | 7:00     |  |
| 9.                                                        | «This Time Around» (D.M. Bang Da Drums Mix)        | 6:34     |  |

| Promo de 12" publicado en Estados Unidos (EAS 7606) |                                                           |          |  |
| N.º                                                 | Título                                                    | Duración |  |
| 1.                                                  | «This Time Around» (Dallas Main Extended Mix)             | 7:15     |  |
| 2.                                                  | «This Time Around» (Maurice's Hip Hop Around Mix)         | 4:25     |  |
| 3.                                                  | «This Time Around» (Maurice's Hip Hop Around Mix w/o Rap) | 4:25     |  |
| 4.                                                  | «This Time Around» (Dallas Main Mix)                      | 6:40     |  |
| 5.                                                  | «This Time Around» (Dallas Main Mix w/o Rap)              | 6:40     |  |
| 6.                                                  | «This Time Around» (Album Instrumental)                   | 4:12     |  |

| Promo 12" lanzado en Estados Unidos (EAS 7607) |                                              |          |  |
| N.º                                            | Título                                       | Duración |  |
| 1.                                             | «This Time Around» (Uno Clio 12" Master Mix) | 9:25     |  |
| 2.                                             | «This Time Around» (D.M. AM Mix)             | 7:47     |  |
| 3.                                             | «This Time Around» (D.M. Mad Dub)            | 8:00     |  |
| 4.                                             | «This Time Around» (Uno Clio Dub Mix)        | 8:06     |  |

| Promo CD publicado en Europa (SAMPCD 3598) |                                                            |          |  |
| N.º                                        | Título                                                     | Duración |  |
| 1.                                         | «This Time Around» (D.M. Radio Mix)                        | 4:05     |  |
| 2.                                         | «This Time Around» (Dallas Radio Remix)                    | 4:31     |  |
| 3.                                         | «This Time Around» (Maurice's Club Around Radio Mix)       | 4:00     |  |
| 4.                                         | «This Time Around» (Maurice's Hip Hop Around Mix (w/Drop)) | 4:18     |  |
| 5.                                         | «This Time Around» (David Mitson Clean Edit)               | 4:21     |  |

| «This Time Around»/«Earth Song» Promo CD publicado en Estados Unidos (ESK 7521) |                                                            |          |  |
| N.º                                                                             | Título                                                     | Duración |  |
| 1.                                                                              | «This Time Around» (Dallas Clean Album Remix)              | 4:12     |  |
| 2.                                                                              | «This Time Around» (David Mitson Clean Edit)               | 4:21     |  |
| 3.                                                                              | «This Time Around» (Dallas Radio Remix)                    | 4:31     |  |
| 4.                                                                              | «This Time Around» (Dallas Radio Remix w/o Rap)            | 4:31     |  |
| 5.                                                                              | «This Time Around» (Maurice's Hip Hop Around Mix (w/Drop)) | 4:18     |  |
| 6.                                                                              | «This Time Around» (Maurice's Hip Hop Around Mix w/o Rap)  | 4:25     |  |
| 7.                                                                              | «This Time Around» (Maurice's Club Around Radio Mix)       | 4:00     |  |
| 8.                                                                              | «This Time Around» (D.M. Radio Mix)                        | 4:05     |  |
| 9.                                                                              | «Earth Song» (Radio Edit)                                  | 4:58     |  |
| 10.                                                                             | «Earth Song» (versión del álbum)                           | 6:46     |  |
| 11.                                                                             | «Earth Song» (Hani's Radio Experience)                     | 3:33     |  |

## Listas
| País (Lista 1995/96)                   | Mejor posición |
| -------------------------------------- | -------------- |
| Estados Unidos (Dance/Club Play Songs) | 18             |
| Estados Unidos (Hot R&B/Hip-Hop Songs) | 23             |
| Estados Unidos (Rhythmic Top 40)       | 36             |